# Carlo Gatti
Carlo Gatti (1817–1878) là doanh nhân người Thụy Sĩ sống dưới thời đại Victoria được ghi nhận là người đầu tiên làm ra món kem dành cho công chúng. 
Gatti xuất thân từ vùng Canton Ticino, khu vực nói tiếng Ý chính của Thụy Sĩ. Có lẽ ông chào đời ở Marogno, một ngôi làng thuộc xã Dongio lúc bấy giờ. Ông là con út trong một gia đình có sáu người con, với cha mẹ tên là Stefano và Apolloniania.
Carlo chuyển đến thủ đô Luân Đôn muộn nhất vào năm 1847 và sinh sống trong cộng đồng người Ý ở Holborn. Lúc đầu, ông tự mở một gian hàng bán bánh quế và hạt dẻ. Năm 1849, ông bắt đầu điều hành một quán cà phê và nhà hàng với đối tác tên Battista Bolla cũng là di dân Thụy Sĩ. Họ chuyên bán sô-cô-la và kem. Họ đặt một chiếc máy làm sô-cô-la ở cửa sổ để thu hút công việc kinh doanh, và lấy đá làm kem từ hãng Regent's Canal theo hợp đồng với công ty Regent's Canal Company. Cửa hàng của họ là cửa hàng đầu tiên bán kem cho công chúng do trước đây kem vốn là món ăn đắt tiền chỉ dành cho những người giàu có được quyền tiếp cận ngôi nhà băng. 
Năm 1839, Carlo được người anh cả Giacomo vốn là linh mục tại Castro mai mối kết hôn với Maria Marioni.  Năm 1871, ông kết hôn với người vợ thứ hai (Marietta Andreazzi nghi mới 23 tuổi).
Ông được chôn cất tại Bellinzona (Thụy Sĩ), không xa thung lũng quê hương mình.
Gia đình ông tiếp tục điều hành hội trường âm nhạc, được biết đến trong một thời gian sau cái chết của Gatti với tên gọi Hungerford hoặc Cung điện Hungerford của Gatti. Tòa nhà này trở thành một rạp chiếu phim vào năm 1910 và nhà hát Players' Theatre vào năm 1946.